# UN-Klimakonferenz in Lima 2014
Die UN-Klimakonferenz in Lima 2014 (englisch United Nations Framework Convention on Climate Change, 20th Conference of the Parties, kurz COP 20) fand als 20. UN-Klimakonferenz und gleichzeitig zehntes Treffen zum Kyoto-Protokoll (englisch 10th Meeting of the Parties to the 1997 Kyoto Protocol, kurz CMP 10) vom 1. bis 14. Dezember 2014 in Lima, Peru statt.
Den Vorsitz hatten die UNFCCC-Generalsekretärin Christiana Figueres sowie der peruanische Umweltminister Manuel Pulgar-Vidal.
Die Verhandlungen in Lima dienten schwerpunktmäßig der Vorbereitung des neuen internationalen Klimaschutzabkommens, das 2015 bei der 21. UN-Klimakonferenz in Paris verabschiedet wurde (Übereinkommen von Paris).

## Ereignisse im Vorfeld der Konferenz

### UN-Arbeitsgruppe zum Kyoto-Protokoll
Die auf der UN-Klimakonferenz in Durban gegründete Ad Hoc Working Group on the Durban Platform for Enhanced Action (ADP) – deren Aufgabe es war, ein Nachfolgeprotokoll für das 2020 auslaufende Kyoto-Protokoll zu erarbeiten – traf sich im März, Juni und Oktober 2014 in Bonn. Auf der COP20-Konferenz in Lima sollte ein Entwurf für einen Verhandlungstext präsentiert und diskutiert werden, der dann spätestens 2015 fertiggestellt worden sein sollte (vgl. Post-Kyoto-Prozess).

### Klimaziele
Bundeskanzlerin Angela Merkel bekräftigte am 14. Juli 2014 beim fünften Petersberger Klimadialog in Berlin erneut die im Jahr 2010 festgelegten Klimaschutzziele. Unter anderem sollen demnach in Deutschland die Treibhausgasemissionen bis 2020 um 40 Prozent gegenüber 1990 gesenkt werden. Bis 2025 solle der Anteil erneuerbarer Energien an der deutschen Stromerzeugung auf 40 bis 45 Prozent steigen, bis 2035 auf 55 bis 60 Prozent.
Am 23. Oktober 2014 vereinbarten die EU-Staaten auf einem Gipfeltreffen in Brüssel Klimaziele für 2030. Nach langen Diskussionen einigten sich die Mitgliedsstaaten darauf, dass die Treibhausgasemissionen bis 2030 (im Vergleich zu 1990) um 40 Prozent verringert werden sollten. Der Anteil erneuerbarer Energien solle auf mindestens 27 Prozent steigen. Zudem wurden Einsparungen im Energieverbrauch von mindestens 27 Prozent avisiert. Vor allem Polen und Großbritannien hatten sich gegen ein ursprünglich ehrgeizigeres Ziel für die Energieeffizienz ausgesprochen.
Am 12. November 2014 gaben, am Rande des APEC-Gipfels in Peking, die USA und die Volksrepublik China nach monatelangen Verhandlungen gemeinsam ihre Klimaziele bekannt. China wolle spätestens bis zum Jahr 2030 den Gipfel der Kohlenstoffdioxid-Emissionen erreichen und bis dahin den Anteil erneuerbarer Energien auf etwa 20 Prozent steigern. Die USA plane, ihre Emissionen spätestens bis 2025 um 26 bis 28 Prozent unter das Niveau von 2005 zu senken. Diese Vereinbarung galt als wichtige Voraussetzung für einen erfolgreichen Abschluss des Post-Kyoto-Protokolls, da China und die USA zusammen für ca. 40 Prozent der globalen Treibhausgasemissionen verantwortlich waren. Die Ziele wurden aber vielfach auch als zu wenig ambitioniert kritisiert, da sie Prognosen zufolge nicht ausreichen werden, um das Zwei-Grad-Ziel zu erreichen.

### Green Climate Fund
Der Green Climate Fund ist ein im Jahr 2010 im Rahmen der Klimarahmenkonvention der Vereinten Nationen errichteter Hilfsfonds für die Unterstützung von Klimaschutz- und -anpassungprojekten in Entwicklungsländern. Die Beteiligung möglichst vieler Länder am Green Climate Fund wird als „entscheidender Meilenstein“ für das Gelingen der Verhandlungen in Lima betrachtet. Entwicklungsländer hatten geäußert, sie könnten ohne den Klimafonds Vereinbarungen zu Emissionseinsparungen nicht unterschreiben. Auf der UN-Klimakonferenz in Cancún 2010 war von den Industrieländern geplant worden, dass der Fonds mit ihrer Unterstützung ab 2020 jährlich 100 Milliarden US-Dollar bereitstellt. Die UN hatten sich als informelles Ziel gesetzt, bis zur COP20-Konferenz in Lima zehn Milliarden US-Dollar einzuwerben. Entwicklungsländer hatten 15 Milliarden gefordert.
Bis Anfang November 2014 sagten lediglich zehn Länder (davon zwei Entwicklungsländer) ihre Beteiligung von zusammen 2,8 Milliarden US-Dollar zu. Unter anderem gab Bundeskanzlerin Angela Merkel am 14. Juli 2014 bekannt, dass Deutschland 750 Millionen Euro einbringen wolle. Frankreichs Präsident François Hollande sagte auf dem UN-Klimagipfel am 23. September in New York eine Milliarde US-Dollar (780 Millionen Euro) zu.
US-Präsident Barack Obama machte am 15. November 2014 auf dem G20-Gipfeltreffen in Brisbane eine Zusage über 3 Milliarden US-Dollar. Japan sagte 1,5 Milliarden zu.
Bei einer Konferenz zum Green Climate Fund am 20. November 2014 in Berlin gab Großbritannien eine Unterstützung von 1,2 Milliarden US-Dollar bekannt. Weitere Zusagen kamen von Panama, Finnland, Neuseeland, der Mongolei und Spanien.
Auch Kanada, das sich bis dahin gegen den Green Climate Fund ausgesprochen hatte, kündigte eine Unterstützung in Höhe von 265 Millionen US-Dollar an. Australien verweigerte weiter seine Beteiligung.
Bis Ende November 2014 wurden von insgesamt 22 Ländern 9,7 Milliarden US-Dollar zugesagt. Die Vertreter der vereinten Entwicklungsländer G77 kritisierten, dass die bisherigen Zusagen bei weitem nicht ausreichend seien.

### Sonstiges
Am 17. September 2014 veröffentlichte der Wissenschaftliche Beirat der Bundesregierung Globale Umweltveränderungen das Sondergutachten Klimaschutz als Weltbürgerbewegung.
Am 23. September 2014 fand auf Initiative von UN-Generalsekretär Ban Ki-moon ein Klimagipfel in New York statt, der unter anderem zur Vorbereitung auf die UN-Klimakonferenzen in Lima 2014 und Paris 2015 diente.
Am 2. November 2014 wurde der Synthesebericht des fünften Sachstandsberichts des Weltklimarats in Kopenhagen vorgelegt.
Am 5. November 2014 stimmte der Umweltausschuss des Europäischen Parlaments über eine nicht bindende Entschließung in Vorbereitung auf COP 20 ab.
Am 11. November 2014 startete das Bundesumweltministerium unter der Leitung von Barbara Hendricks eine Informationskampagne zum Klimaschutz.
Am 19. November 2014 veröffentlichte das Umweltprogramm der Vereinten Nationen (UNEP) seinen fünften Emissions Gap Report. Dieser befasst sich insbesondere damit, wie das Zwei-Grad-Ziel nach dem Jahr 2020 eingehalten werden kann, basierend auf dem fünften Sachstandsbericht des Weltklimarats.
Am 23. November 2014 veröffentlichte die Weltbank den vom Potsdam-Institut für Klimafolgenforschung unter der Leitung von Hans Joachim Schellnhuber erstellten Bericht Turn down the heat 3: Confronting the New Climate Normal, der vor allem die Folgen des Klimawandels für Entwicklungsländer thematisiert.

## Ereignisse während der Konferenz
Am 1. Dezember 2014 wurde die COP 20-Konferenz eröffnet. Bei der Eröffnungszeremonie sprachen Marcin Korolec (Präsident der COP 19-Konferenz in Warschau), Manuel Pulgar-Vidal (COP 20-Präsident), Christiana Figueres (Generalsekretärin des UNFCCC), Susana Villarán de la Puente (Bürgermeisterin von Lima), Ollanta Humala (Staatspräsident von Peru), und Rajendra Kumar Pachauri (Vorsitzender des Weltklimarates).
Am 3. Dezember beschloss die deutsche Bundesregierung das Aktionsprogramm Klimaschutz 2020. Laut Bundesumweltministerin Barbara Hendricks handelt es sich um das „umfangreichste Maßnahmenpaket, das je eine Bundesregierung zum Klimaschutz vorgelegt hat“. Ohne diese zusätzlichen Maßnahmen würde Deutschland voraussichtlich sein Ziel, die Treibhausgasemissionen bis zum Jahr 2020 um 40 % zu reduzieren, um 5 bis 8 Prozentpunkte verfehlen. Insgesamt sollen bis 2020 zusätzlich zwischen 62 und 78 Millionen Tonnen Treibhausgase eingespart werden. Unter anderem soll eine Reduktion um 25 bis 30 Millionen Tonnen Treibhausgase durch bessere Energieeffizienz bei Gebäuden erreicht werden, hierzu wurde am gleichen Tag der Nationale Aktionsplan Energieeffizienz (NAPE) verabschiedet. Weitere 22 Millionen Tonnen Treibhausgase sollen bei fossilen Kraftwerken, zehn Millionen im Verkehr und bis zu 3,6 Millionen durch strengere Düngeregelungen eingespart werden.
Am 5. Dezember präsentierte das Umweltprogramm der Vereinten Nationen in Lima seinen ersten Adaptation Gap Report, einen Bericht über Lücken in der Finanzierung von Maßnahmen zur Klimaanpassung. Demnach werden die Anpassungskosten, insbesondere für Entwicklungsländer, voraussichtlich um das Zwei- bis Dreifache höher sein als bisher angenommen. Den aktuellen Berechnungen zufolge sind für den Zeitraum 2025 bis 2030 jährliche Kosten von 150 Milliarden US-Dollar sowie für das Jahr 2050 Kosten von 250–4500 Milliarden US-Dollar zu erwarten.
In der zweiten Woche diskutierten die Teilnehmerstaaten unter anderem den Entwurf der Ad Hoc Working Group on the Durban Platform for Enhanced Action für das neue Klimaschutzprotokoll, das 2015 verabschiedet werden sollte.
Der deutsche Bundesentwicklungsminister Gerd Müller kritisierte in Lima die Klimaschutzpläne der USA und China als unzureichend.
Am 9. Dezember eröffnete UN-Generalsekretär Ban Ki-moon das High-Level Segment, an dem über 100 Minister und verschiedene Staatsoberhäupter teilnahmen. Ban Ki-moon wies darauf hin, dass es nach wie vor eine Chance gebe, das Zwei-Grad-Ziel zu erreichen, aber dass sich das Zeitfenster sehr bald schließe. Bezug nehmend auf den Kalender der Inka kommentierte er, der „Kalender der Wissenschaft“ warne uns lautstark, dass wir keine Zeit mehr haben („The calendar of science loudly warns us that we are running out of time“).
Papst Franziskus richtete am 11. Dezember eine Botschaft an den Klimagipfel in Lima, in der er von einem „klaren, endgültigen und unaufschiebbaren ethischen Imperativ“ sprach, jetzt etwas gegen den Klimawandel und seine bedrohlichen Folgen zu tun, bevor es zu spät sei.
Da bis zum offiziellen Ende der Konferenz am 12. Dezember in verschiedenen Punkten keine Einigung erzielt werden konnte, wurde die Konferenz um einen Tag verlängert. Uneinigkeit herrschte unter anderem bezüglich der Vergleichbarkeit der unterschiedlichen Klimaschutzpläne der Staaten, der Offenlegung der jeweiligen Einsparpotentiale an Treibhausgasemissionen und der internationalen Kontrolle der Umsetzung der Klimaziele. Zudem wurde diskutiert, ob es unterschiedliche Vorgaben für Industrieländer, Schwellenländer und Entwicklungsländer geben sollte. Schwellenländer wie China oder Indien plädierten dafür, dass nur die Industrieländer verbindliche Zusagen machen müssen. Die USA und die Europäische Union wollten dagegen auch aufstrebende Schwellenländer wie China, Indien oder Brasilien stärker bei der Emissionsreduktion wie auch der Unterstützung ärmerer Länder mit einbinden. Auch Länder wie Saudi-Arabien, Venezuela, Mexiko, Malaysia oder Jordanien seien nicht mehr als verarmte Entwicklungsländer zu betrachten. Kleinere Inselstaaten plädierten dafür, dass die Interessen der Staaten, die bereits jetzt unter dem Klimawandel leiden, stärker berücksichtigt werden.
Die deutsche Umweltministerin Barbara Hendricks verließ die Konferenz vorzeitig am 12. Dezember, die weiteren Verhandlungen übernahm Staatssekretär Jochen Flasbarth.

## Kritik
Aktivisten und Umweltschutzorganisationen wie der BUND, Germanwatch und der WWF kritisierten die Ergebnisse der Konferenz. Die Klimaziele seien im Rahmen der Konferenz aufgeweicht worden seien. Besonders bemängelt wurde, dass „kein wirksamer Prozess“ verabredet wurde, mit dem alle Länder umgehend mehr Klimaschutz betreiben. Um eine Erwärmung von über zwei Grad zu verhindern, müssten die globalen Emissionen vor 2020 ihren Höchststand erreichen. Konkrete Maßnahmen sieht der Vertrag aber nicht vor, sondern lediglich freiwillige Emissionsziele der beteiligten Vertragsstaaten. Des Weiteren wurde kritisiert, dass keine politischen Rahmenbedingungen festgelegt wurden, die Investitionen in fossile Energien stoppen (Divestment) und für größere Investitionssicherheit bei klimaverträglichen erneuerbaren Energien sorgen.